# Marcel Landowski
Marcel Francois Paul Landowski (født 18. februar 1915 i Pont-l´Abbé, Finistère, Bretagne, død 23. december 1999 i Paris, Frankrig) var en fransk komponist, forfatter og kunstadministrator.
Landowski kom på konservatoriet i Paris i 1935, og studerede blandt andet hos Pierre Monteux.
Hans store inspiration og forbillede var Arthur Honegger, om hvem han skrev en biografi senere i livet.
Landowski komponerede 5 symfonier, koncerter for forskellige instrumenter, operaer, og en messe. Senere i livet begyndte han at komponere filmmusik.
Han var af stil konservativ, og foragtede atonalitet.

## Udvalgte værker
- Symfoni Nr. 1 "Jean de la Peur" (1949) - for orkester
- Symfoni nr. 2 (1963) - for orkester
- Symfoni nr. 3 "Rummet" (1964) - for orkester
- Symfoni nr. 4 (1988) - for orkester
- Symfoni nr. 5 "Nattens lys" (1998) - for orkester
- Koncert (1954) - for ondes martenot og strygeorkester
- 2 klaverkoncerter (1940, 1963) - for klaver og orkester
- Fløjtekoncert (1968) - for fløjte og orkester
- Trompetkoncert "I slutningen af sorg, et åbent vindue" (1976) - for trompet og orkester
- "Fjolset" (1956) - opera
- "Daggrys Messe" (1977) - oratorium